# Kuantania aptera
Kuantania aptera är en insektsart som beskrevs av Kevan, D.K.M. 1963. Kuantania aptera ingår i släktet Kuantania och familjen Pyrgomorphidae. Inga underarter finns listade i Catalogue of Life.